# Old Blind Dogs

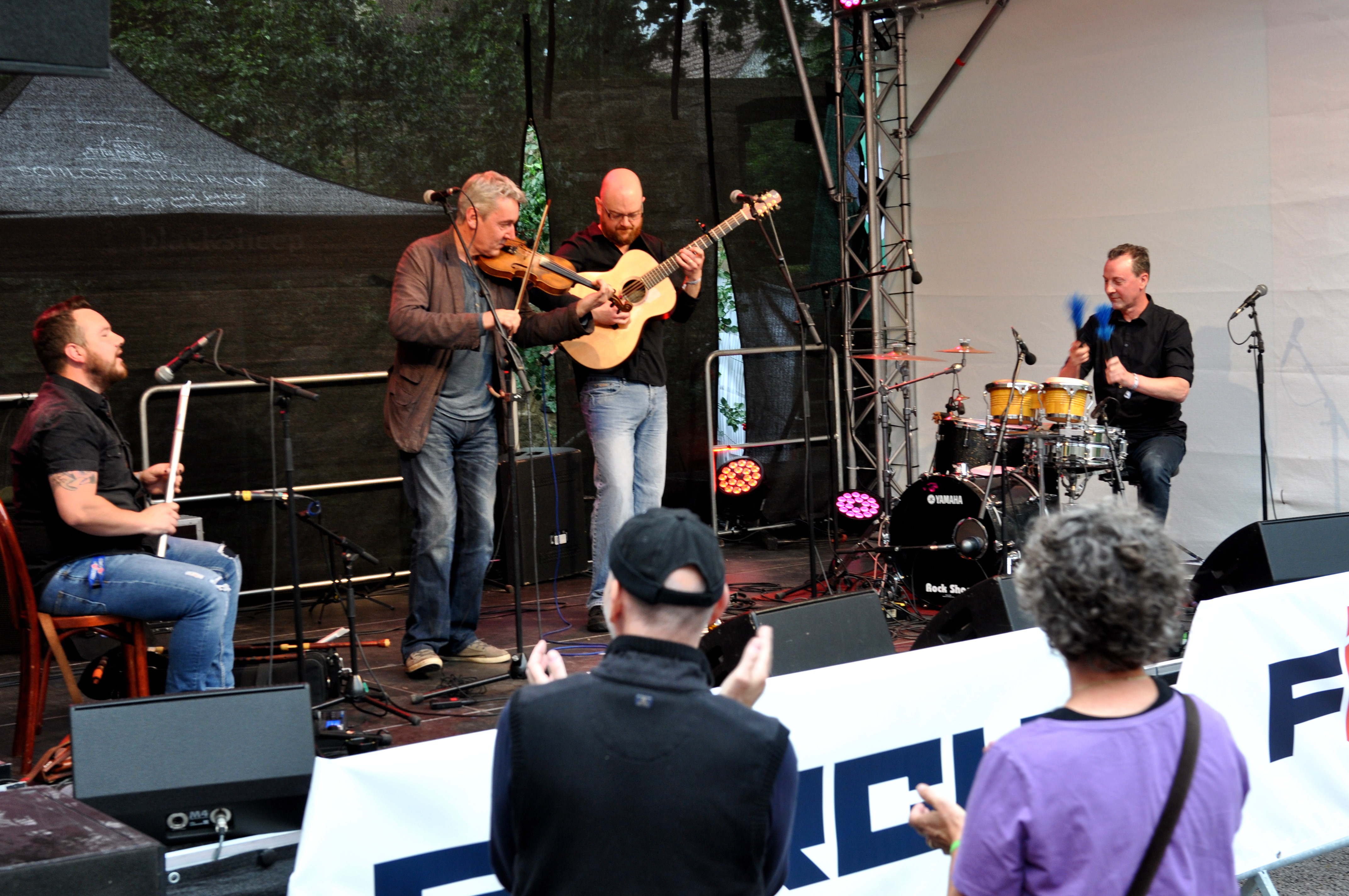
Old Blind Dogs bij het blacksheep festival 2016 in Bonfeld, Duitsland

Old Blind Dogs is een Schotse band die Celtic folk en traditionele Schotse folkmuziek spelen, ook met invloeden van rock, reggae en Middle Eastern music ritmes. De drie oprichters van de groep Ian F. Benzie, Buzzby McMillan en Jonny Hardie hebben elkaar ontmoet op een zogenaamde buskers' holiday in  de Schotse Hooglanden in 1990, en na een zomer met elkaar te hebben gespeeld besloten zij verder te gaan als Old Blind Dogs. Dave Francis en Carmen Higgins kwamen daarna maar verlieten de band in 1992 voor het eerste album New Tricks werd opgenomen.
Daarna veranderde de bezetting regelmatig, alleen Jonny Hardie bleef permanent trouw aan de groep. 
In 2004 werd Old Blind Dogs uitgeroepen tot Folk Band of the Year bij de Scots Traditional Music Awards. Gelijk werd Jim Malcolm de Songwriter of the Year. 
De band toert regelmatig in het Verenigd Koninkrijk, de Verenigde Staten, Denemarken, Duitsland, Polen, en Spanje, andere tournees zijn gepland voor de VS, Groot-Brittannië, Rusland, Italië en Duitsland voor 2006.

## Discografie
- New Tricks (1992)
- Close To The Bone (1993)
- Tall Tails (1994)
- Legacy (1995)
- Five (1997)
- Live (1999)
- The World’s Room (1999)
- Fit? (2001)
- The Gab oMey (2003)
- Play Live" (2004)

## Leden van de band
1990-92
- Ian F Benzie (gitaar, zang)
- Jonny Hardie (fiddle, mandoline, gitaar, achtergrondzang)
- Buzzby McMillan (citer, bas)
- Carmen Higgins (fiddle)
- Dave Francis (percussie)
- Davy Cattanach (percussie)

1992-96
- Ian F Benzie
- Jonny Hardie
- Buzzby McMillan
- Davy Cattanach

1996-97
- Ian F Benzie
- Jonny Hardie
- Buzzby McMillan
- Fraser Fifield (small pipes, saxofoon)
- Davy Cattanach

1997-99
- Ian F Benzie
- Fraser Fifield
- Graham Youngson (percussie)
- Jonny Hardie
- Buzzby McMillan

1999-2003
- Jim Malcolm (gitaar, harmonica, zang)
- Jonny Hardie
- Buzzby McMillan
- Rory Campbell (whistle, border pipes, gitaar, harmonica, achtergrondzang)
- Paul Jennings (percussie) [ging weg in 2002]

2003-2006
- Jim Malcolm gaat weg in 2006
- Jonny Hardie
- Rory Campbell
- Fraser Stone (drums, percussie)
- Aaron Jones (bouzouki, bas, achtergrondzang)